# Clytus ruricola
Espèce
Le Longicorne des champs (Clytus ruricola) est une espèce d'insectes coléoptères de la famille des Cerambycidae qui se rencontre dans l'Est de l'Amérique du Nord. Il peut atteindre de 10 à 15 mm de long, ou plus.

## Description
Sa livrée est vespiforme, aux pattes et antennes brunâtres. Ses antennes comptent au moins 11 articles, à l'apex foncé. Son pronotum est presque sphérique, au col orné d'une bande jaune, et la partie postérieure maculée d'un petit point jaune à chaque côté. Son scutellum est maculé d'une tache jaune et hémisphérique. Chaque élytre est également maculé de quatre taches jaunes, soit trois taches formant un carré ouvert dans la partie antérieure, et une longue tache arquée près de la pointe apicale.

## Répartition
En Amérique du Nord, il se rencontre du Québec au Minnesota, de la Caroline jusqu’en Géorgie.

## Habitat
Ce Cérambycidé vit dans les champs, les forêts caducifoliés et les érablières.

## Cycles
L'adulte se rencontre du mois de mai à août, et de juin à juillet au Minnesota.

## Alimentation
Sa larve se nourrit du bois en décomposition, notamment du genre Acer, les érables.

## Galerie

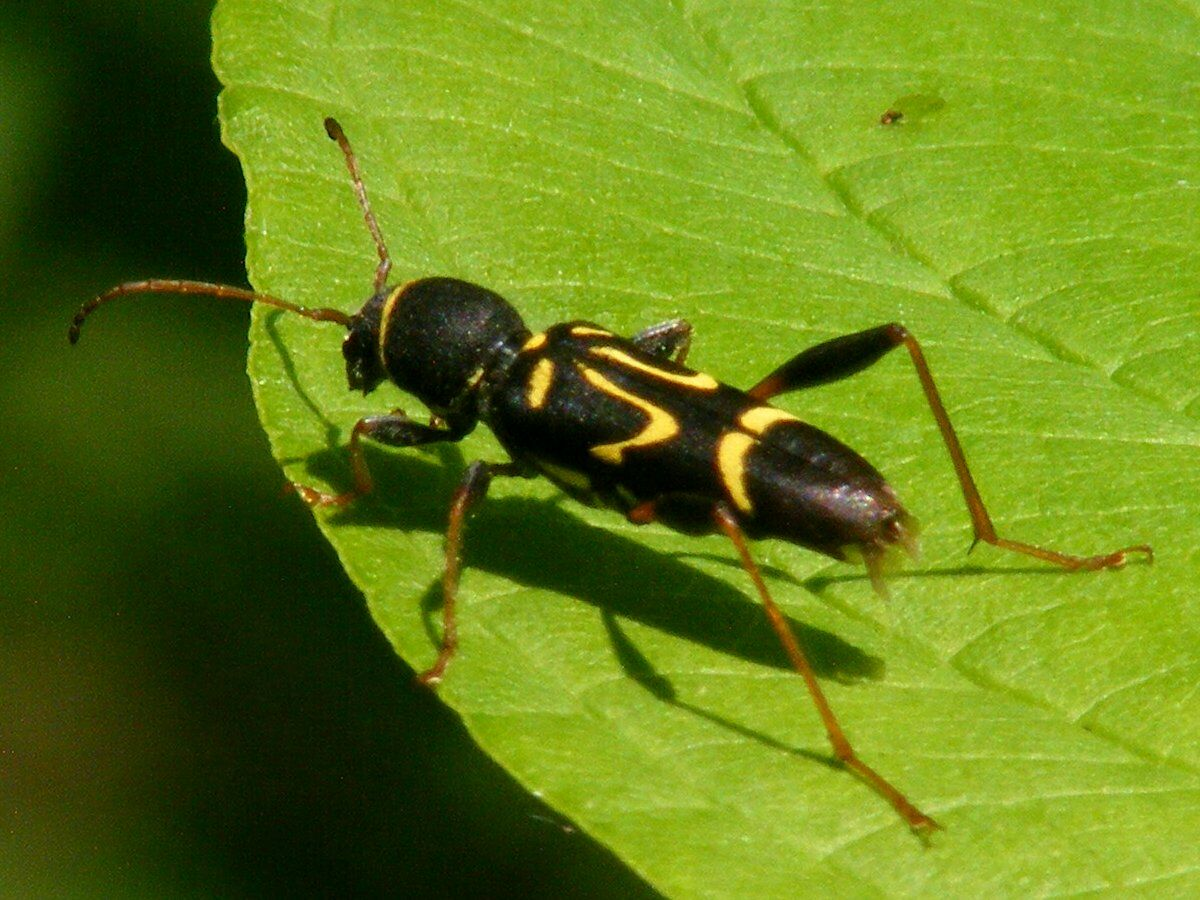
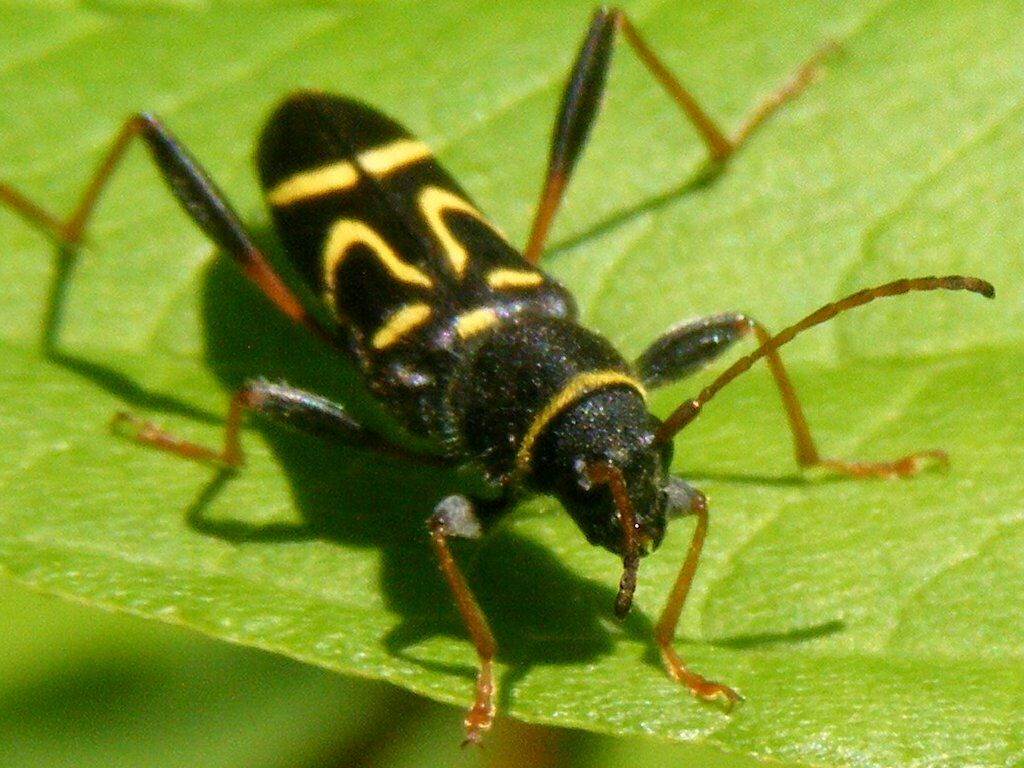
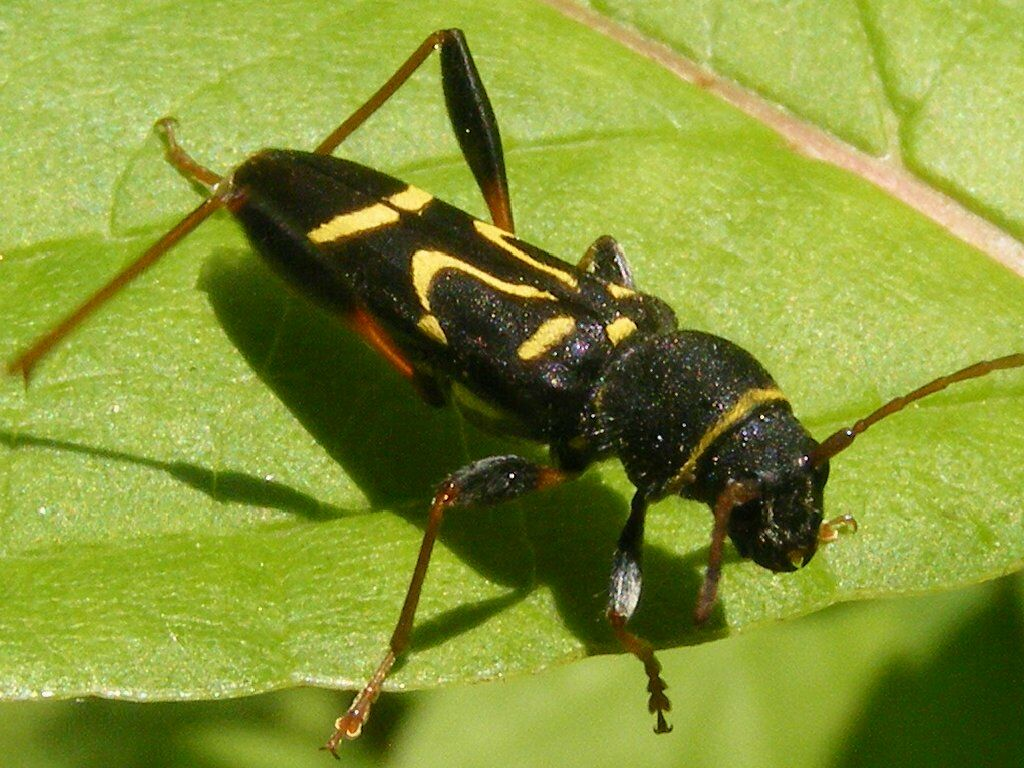
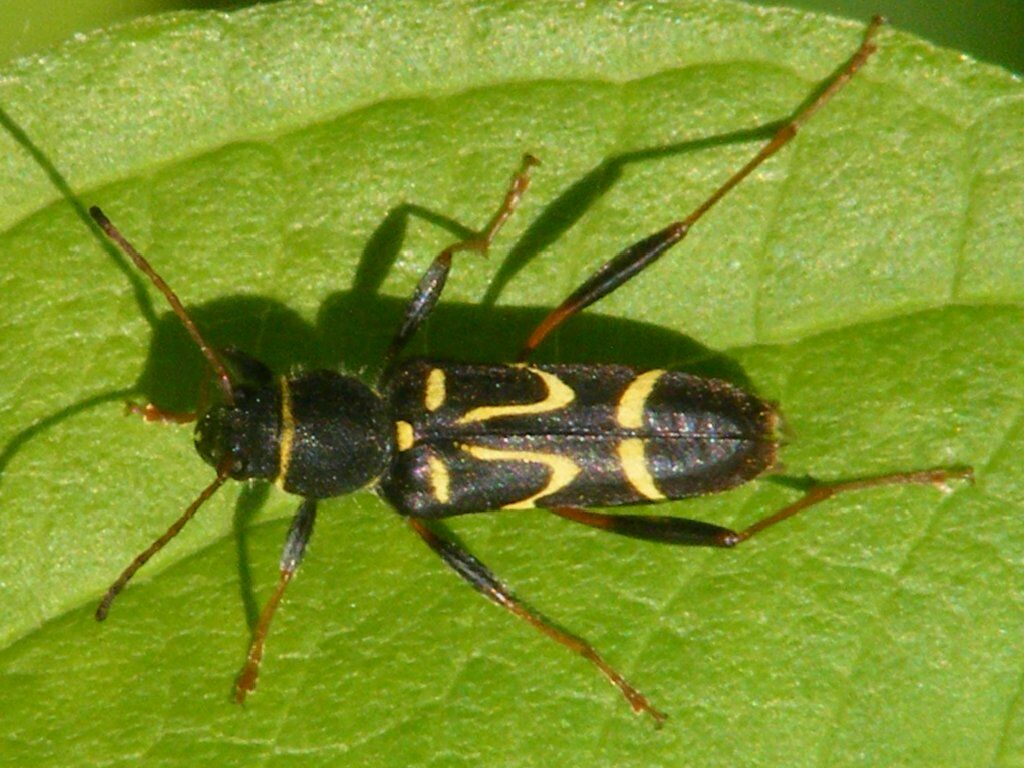
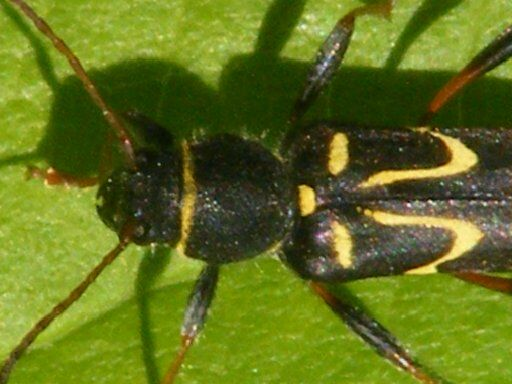
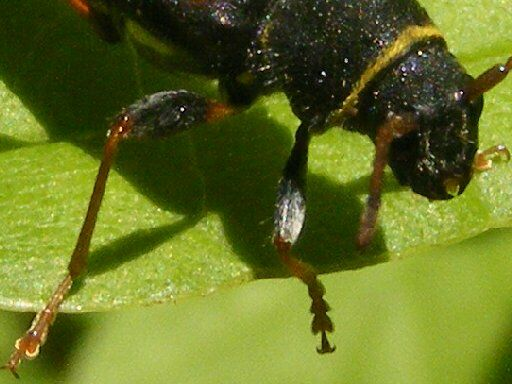